# 医療系国家試験対策予備校
医療系国家試験対策予備校（いりょうけいこっかしけんたいさくよびこう）は、医師国家試験を始め、医療系の国家試験対策を施す予備校。

## おもな予備校
- 東京アカデミー(看護医療系予備校)
- 新宿セミナー(看護医療系予備校)
- マンツーマン教育社
- 東京医歯学専門予備校
- 医進学園 明治鍼灸柔整予備校｜東京理学看護予備校｜
- 東京鍼灸柔整予備校
- 日本理学療法士専門予備校
- 日本医歯薬研修協会（医師、歯科医師、薬剤師の国家試験受験対策予備校）
- 日本医歯薬研修協会(滋慶学園グループ)
- 北海道第一看護予備校
- 看護医療ゼミナール（看護医療福祉系専門予備校）
- 看護進学会
- 関西看護医療予備校
- 看予備
- 京都看護医療予備校 (看護・医療系専門予備校。愛称は京看)
- 悠久看護予備校
- CAN医療国試塾
- 奈良看護医療予備校
- メドック医療予備校
- 代々木塾
- 番町セミナー
- 武田塾
- 薬進塾（薬剤師国家試験対策予備校 〔 少人数制 薬剤師国家試験予備校 〕）
- 遠田塾
- 薬学ゼミナール（薬剤師国家試験対策予備校）
- Medisere（メディセレ、薬剤師国家試験予備校）
- さわ研究所（看護国試対策予備校）
- テコム（医師国家試験対策予備校）
- ファーマプロダクト（薬剤師国家試験対策予備校）
- MEC（医師国家試験予備校）
- マックメディカル（医師国家試験予備校）
- DES歯学教育スクール（歯科医師国家試験対策予備校）
- MLC(Medical License Class)国家試験対策予備校
- 株式会社MHP主催国家試験対策セミナー
- その他は、予備校#医師国家試験・薬剤師国家試験予備校を参照